# Epiophlebia superstes
Epiophlebia superstes – gatunek ważki z monotypowej rodziny Epiophlebiidae. Jest endemitem Japonii.